# Albánia a második világháborúban

## Albánia olasz megszállása
A második világháború előestéjén, 1938-ban Németország annektálta Ausztriát, 1939. március 15-én megszállta Csehszlovákiát. Mussolini úgy érezte, hogy ezzel a tengelyhatalmak közül rá csak a másodhegedűs szerepe jut, különösen, hogy Hitler ez utóbbi lépéséről nem is tájékoztatta szövetségesét. Noha III. Viktor Emánuel felesleges kockázatnak tartotta a tervet, Mussolini döntést hozott Albánia okkupációjáról. Március 25-én ultimátumot intéztek Tiranához, azt követelve, hogy egyezzen bele Olaszország bevonulásába. I. Zogu visszautasította országa gyarmatosítását, így 1939. április 7-én Mussolini csapatai lerohanták Albániát. Némi ellenállásba csak Durrës térségében ütköztek. Zogu nem akart az olaszok bábjává válni, így április 8-án családjával együtt előbb Görögországba menekült, végül Londonban telepedett le.

### Albánia függetlenségének felszámolása
A megszállók április 12-én összehívták az alkotmányozó nemzetgyűlést, amely még aznap az olasz vezetőséggel jó kapcsolatokat kiépítő Shefqet Vërlacit kérte fel kormányalakításra (második Vërlaci-kormány). A kormány végül április 21-én alakult meg, miután némi nehézségbe ütközött a megszállástól sokkolt politikusok meggyőzése a kormányzásban való részvételre. A nemzetgyűlés ugyancsak első ülésnapján hozott döntést arról, hogy az albán koronát felajánlják III. Viktor Emánuel olasz királynak, amit az olasz fasiszta kormányszervek április 14-éig készségesen tudomásul vettek és törvénybe iktattak. A koronát a Vërlaci miniszterelnök vezette delegáció ünnepélyes körülmények között Rómában nyújtotta át az albán koronát az olasz uralkodónak. 1939. április 20-án életbe lépett a két ország vám- és kereskedelmi uniója, felszámolták az albán frank önállóságát, érvénytelenítették Albánia valamennyi külkereskedelmi szerződését. 1939. június 3-án megszületett a döntés az albán külügyminisztérium és külképviseletek megszűnéséről, az albán ügyeket a római külügyminisztérium altitkári rangú tisztviselője irányította. Ugyancsak június 3-án vehette át Vërlaci Albánia fasiszta alkotmányát, egyúttal megkezdődött az albán fegyveres erők, határőrség és csendőrség beolvasztása az olasz had- és belügyminisztérium alá tartozó fegyveres testületekbe.
Végeredményben Albánia államszervezetét és közigazgatását tekintve a fasiszta Olaszország mintájára kialakított fasiszta bábállam lett. Megmaradt nemzeti függetlenségét a saját alkotmány, államnyelv, zászló és bélyegkiadás jelentette. A külföldi kormányok és a nemzetközi közvélemény bár helytelenítette, alapvetően rezignáltan vette tudomásul az Albániával történteket, míg a tengelyhatalmak és a balkáni kormányok – utóbbiak főként az agressziótól tartva – üdvözölték a fejleményeket.
Belpolitikai téren szintén megindult az ország gyarmatosítása. Ehhez a Vërlaci-kabinet készséggel asszisztált, jóllehet, Francesco Jacomoni 1939. április 22-ei főkormányzói kinevezését követően a kormány Jacomoni és a mögötte álló olasz külügyminiszter, Ciano gróf kézi vezérlése alatt állt. 1939. április 23-án Tefik Mborja vezetésével megalakult az Albán Fasiszta Párt, az ország egyetlen legális politikai pártja, amely közvetlenül az olasz testvérszervezet irányítása alá tartozott. Még a tanév vége előtt bezáratták  az ország alap- és középiskoláit, megindult a fasiszta szemléletű tanterv kialakítása. Olasz vezetésű sajtó- és propagandaigazgatóságok alakultak, a nemkívánatos folyóiratokat és könyveket betiltották. A megszállást követő hónapban már 100-120 ezer olasz katona és mintegy 30 ezer polgári szakértő tartózkodott az országban, utóbbiak elfoglalták az állami hivatalok, intézmények és cégek felsővezetői pozícióit. Olasz szakértők vezetésével megindult az ország ásványi kincseinek, mezőgazdasági potenciáljának felmérése és kiaknázása.

### Az olasz–görög háború
Mussolini az elkövetkező években balkáni expanziója kiindulópontjának tekintette Albániát. 1940. október 28-án Olaszország 200 ezres hadsereggel megtámadta Görögországot, de a várt gyors győzelem helyett a görög ellenállók megállították, majd visszaszorították az olasz csapatokat, sőt, az albániai Gjirokastrát és Korçát is elfoglalták. A görög csapatmozgások már azzal fenyegettek, hogy Mussolini elveszíti Vlora fontos hadikikötőjét, de a front ekkor megmerevedett. Németország szövetségese segítségére sietett, bolgár és magyar támogatással 1941. április 6-án megtámadta Görögországot, illetve Jugoszláviát.

### Nagy-Albánia megszületése
Görögország veresége után Olaszország – a Jugoszláviát megszállt német katonai hatóságokkal egyetértésben – 1941. június 29-én jugoszláviai területeket csatoltak Albániához: az Ulcinj és Bar közötti montenegrói partvidéket; Gusinje környékét; Koszovó és Metohija vidékét; Macedónia északnyugati körzeteit a Šar-hegység és az Ohridi-tó között. Albánia területe 15 ezer km²-rel, lakossága 850 ezer fővel növekedett. A Vërlaci-kormány kiépítette közigazgatását az annektált területeken. Az anyaországhoz csatolt albán lakta területek, különösen Koszovó lakosságának nagy része kedvezően fogadta a fejleményeket. Megszervezték az Albán Fasiszta Párt helyi csoportjait, majd Szkander bég hadosztályuk kíméletlenül és büntetlenül számolhatott le a szerb polgári lakossággal.

### Az ellenállás megszervezése és kibontakozása
Az albánok nagy része ellenségesen viszonyult az olasz megszállókhoz és az ország nagy léptékű gyarmatosításához. A passzív ellenállás gyakorlata mellett már 1939 júniusában megalakult a Nemzeti Front ellenálló szervezete, az országban utcai tüntetésekre és sztrájkokra, szórványosan fegyveres összecsapásokra került sor. 1940 tavaszától a brit hírszerzés ügynökei is bekapcsolódtak az albániai ellenállás szervezésébe és pénzelésébe. A Nemzeti Front fegyveres gerillái 1940 nyarán az ország északi részében már súlyos veszteségeket okoztak az olasz megszálló hadseregnek. A görögök felett aratott katonai győzelem után, 1941. május 17-én Vasil Laçi sikertelen merényletet kísérelt meg Shefqet Vërlaci és az országban tartózkodó III. Viktor Emánuel ellen. Az incidens hátterében már felfokozott ellenállási tevékenység állt, 1941 tavaszára már az ország egész területén nagy főfájást okozott a nacionalista gerillamozgalom, majd az ország kommunistái is megkezdték fegyveres ellenállásuk szervezését. 1941 őszére a helyzet kezelhetetlenné vált, egymást érték az olasz konvojok és laktanyák elleni támadások, a szabotázsakciók, novemberben pedig nagy tömegeket megmozgató tüntetésekre került sor az ország nagyobb városaiban. Eközben az ellenállási mozgalom új szereplőjeként 1941. november 8-án megalakult az Albán Kommunista Párt. A tarthatatlan belpolitikai helyzetben az olasz megszállók 1941. december 3-án feloszlatták a Vërlaci-kormányt, és Mustafa Kruját kérték fel kormányalakításra.
Később történtek kísérletek a nacionalista és a kommunista ellenálló szervezetek tevékenységének összehangolására, a szövetségesek 1943 augusztusában a Kruja melletti Mukajban tárgyalóasztalhoz is ültették a nacionalistákat és a kommunistákat. Az összefogásból azonban a Koszovó körüli érdekellentét miatt nem lett semmi. A Nemzeti Front a háború utáni Albániához csatolásához ragaszkodott, míg a Nemzeti Felszabadítási Mozgalom Jugoszláviához kerülését pártolta. A két szervezet tehát alapvetően egymást is ellenségnek tekintette.

## Albánia német megszállása
Mussolini fasiszta rezsimének bukásával 1943. szeptember 3-án Albánia katonai és rendészeti igazgatása is összeomlott. A kommunista Nemzeti Felszabadítási Mozgalom átvette a dél-albániai városok feletti ellenőrzést, Vlorára és Észak-Albániára pedig a Nemzeti Front terjesztette ki hatalmát. Még mielőtt az albán fővárost is elfoglalhatták volna, a németek ejtőernyősöket dobtak Tiranára, és szeptember 8-ára elfoglalták az egész országot. A kommunista és nacionalista partizánok a hegyvidéki területekre szorultak vissza. Berlin nem szándékozott keménykezű adminisztrációt kiépíteni, elismerte az ország függetlenségét, és megelégedett egy németbarát, de semleges Albánia kialakításával. Ebben partnernek mutatkoztak a Nemzeti Front politikusai, s november 5-én Rexhep Mitrovica alakíthatott kormányt (a választáson győztes Mehdi Frashëri félreállításával). A Nemzeti Front korábbi partizánegységei a német csapatokkal összefogva harcoltak a kommunista partizánok ellen. Kollaboránsok egy csoportja a Waffen-SS-en belül megalakította a Szkander bég hadosztályt és a koszovói szerbek elleni irtóhadjáratba fogott.

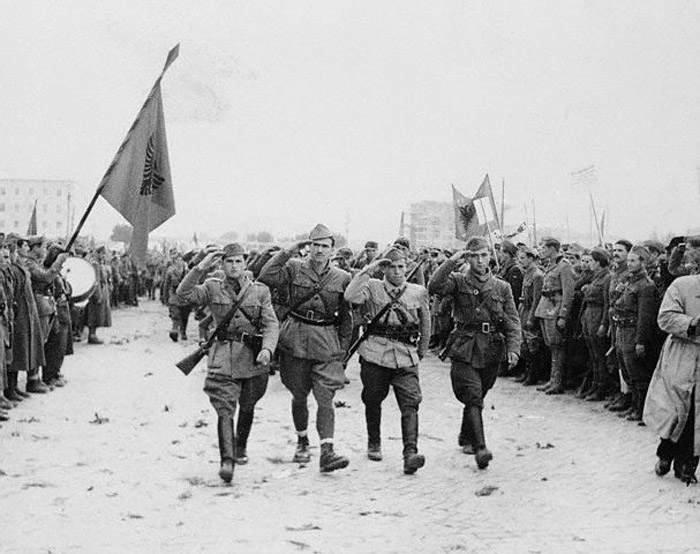
Partizánok Tiranában 1944. november 20-án

1943 decemberében Abaz Kupi vezetésével megalakult egy harmadik szervezet is, az északi geg nemzetségfők támogatta, antikommunista és németellenes Törvényesség. Eközben a kommunisták a britektől fegyvereket kaptak, így újult erővel harcolhattak a megszállók és a németbarát Nemzeti Front ellen. 1944 januárjára Dél-Albániában már ők voltak az urak. Május 24–28. között gyűlést hívtak össze Përmetben, amelyen megválasztották a felszabadult területek ügyeit irányító Nemzeti Felszabadítási Főtanácsot. A tanács végrehajtó bizottságának elnöke és a Nemzeti Felszabadítási Mozgalom főparancsnoka Enver Hoxha lett. A partizánok 1944 közepére felmorzsolták az utolsó dél-albániai Nemzeti Front- és Törvényesség-erőket is, és júliusra Albánia nagy része ellenőrzésük alá került. Október 23-án Hoxha irányításával ideiglenes kormány alakult Beratban, ekkor már csak Tirana és Shkodra állt német megszállás alatt. 20 napig tartó, elkeseredett utcai harcok árán november 17-ére kiverték a nácikat Tiranából, és Shkodra feladásával Albánia 1944. november 29-én felszabadult.
A kis ország második világháborús veszteségei a következőképpen alakultak: 120 ezren megsebesültek, 28 ezren meghaltak, 10 ezer ember pedig fogságba került. Az albánok a harcok során 26 ezer ellenséges katonát öltek meg, 22 ezret megsebesítettek és mintegy 20 ezret ejtettek fogságba. A háború azonban tetemes anyagi károkat is okozott: leromboltak 52 ezer lakóházat, emellett az üzemek, kikötők és hidak túlnyomó többsége is elpusztult.